# Muazzez Ersoy
Muazzez Ersoy, (Estambul, 9 de agosto de 1958) nacida con el nombre de Hatice Yıldız Levent, es una cantante turca. 
Hija de Fatma Levent y Yasar Levent. En 1998, el Ministerio de Cultura le otorgó el título de Artista Nacional.
En 2006, Muazzez Ersoy fue nombrada «embajadora de buena voluntad» del ACNUR (Alto Comisionado de las Naciones Unidas para los Refugiados).

## Discografía
- 1991,	Seven Olmaz Ki
- 1992,	Her Şeyim Sensin
- 1993,	Sizi Seviyorum
- 1994,	Sensizlik Bu
- 1995,	Nostalji
- 1996,	Nostalji 2
- 1997,	Nostalji 3
- 1998,	Nostalji 4-5-6
- 1999,	Nostalji 7-8-9
- 2000,	Nostalji 10-11-12
- 2002,	Senin İcin
- 2004,	Seni Seviyorum
- 2006,	Nankor
- 2007,	Kraliçeden Nostaljiler
- 2010,	Mozaik
- 2013,	Sarkılarla Gel
- 2016,	90'dan Pop